# 于本正
于本正（1941年8月—），男，辽宁丹东人，生于上海，中国导演，原上海电影制片厂导演、厂长，中国电影家协会理事。